# Kubuntu
Kubuntu is een Linuxdistributie en een officiële dochterdistributie van Ubuntu. Kubuntu gebruikt KDE als desktopomgeving.

## Systeemvereisten
Kubuntu heeft minimaal 512 MB werkgeheugen nodig. Kubuntu werkt op x86- en x64-processoren en vereist minimaal 4 GB vrije hardeschijfruimte.

## Geschiedenis
In tegenstelling tot Ubuntu zag Kubuntu pas in april 2005 het levenslicht (versie 5.04), waar de eerste Ubuntu net een versie eerder was, namelijk oktober 2004 (versie 4.10). Dit komt doordat Kubuntu werd opgezet door de gemeenschap, zonder de steun van Canonical of de Ubuntu Foundation. Kubuntu is sinds versie 6.06, die uitkwam in juni 2006, een officiële dochterdistributie van Ubuntu.
Sinds de Kubuntu 12.10 wordt het besturingssysteem niet langer gesponsord door Canonical maar door Blue Systems.

## Doel
Het doel is om een distributie te leveren die zo is geconfigureerd en is samengesteld, dat elke gebruiker (van beginner tot gevorderde) zich thuis voelt. Er is dus extra goed op gelet dat het systeem, na een kale installatie (out-of-the-box) geen extra vragen oproept, zonder dat de geavanceerde mogelijkheden onklaar zijn gemaakt.

## Kubuntu en Ubuntu
Kubuntu is voor KDE hetzelfde als wat Ubuntu is voor Unity. Het gebruikt dus een andere desktopomgeving, maar is in de basis identiek aan Ubuntu. Het is makkelijk om van een Ubuntu-installatie een KDE-installatie te maken door het pakket kubuntu-desktop te installeren, en omgekeerd kan van een Kubuntu-installatie ook makkelijk een Ubuntu-installatie worden gemaakt, namelijk door het pakket ubuntu-desktop te installeren. Ook is het mogelijk om Kubuntu-cd's te downloaden als images.
Om van een Ubuntu-installatie een Kubuntu-installatie te maken moet het pakket kubuntu-desktop worden geïnstalleerd. Dit kan met apt-get of een van de vele front-ends voor apt-get, zoals Synaptic. Eventueel kan KDM als standaard displaymanager worden ingesteld door het commando "sudo dpkg-reconfigure kdm" in een terminal uit te voeren.
Verder is er ook nog Xubuntu, een versie met Xfce als desktopomgeving. Deze versie is bedoeld voor oudere pc's. Lubuntu is een versie van Ubuntu met de desktopomgeving LXDE.
Elke versie van Ubuntu is uit te breiden met de andere versies, door de andere desktop te installeren.
Er is ook Edubuntu, die voor het onderwijs is bedoeld.

## Populariteit
Kubuntu is minder populair dan Ubuntu zelf. Een indicatie van de populariteit van Kubuntu kan worden verkregen via DistroWatch, een nieuwssite voor Linux en BSD. Kubuntu stond hier op 24 april 2008, de dag van de uitgave van versie 8.04, op respectievelijk 19, 14, 16 en 18 over de afgelopen maand, drie maanden, zes maanden en twaalf maanden.

## Versies
Kubuntu werkt met een versiesysteem dat verwijst naar het jaartal en de maand van uitgave. Zo verwijst versie 8.10 naar 2008, maand 10 (oktober). Kubuntu verschijnt tweemaal per jaar, in april en in oktober. Versie 6.06 'Dapper' is twee maanden later verschenen dan oorspronkelijk gepland om diverse verbeteringen alsnog in te kunnen brengen; vandaar dat deze 6.06 heet in plaats van 6.04.
| Versie    | Datum van uitgave | Codenaam          |
| --------- | ----------------- | ----------------- |
| 5.04      | 8 april 2005      | Hoary Hedgehog    |
| 5.10      | 13 oktober 2005   | Breezy Badger     |
| 6.06 LTS  | 1 juni 2006       | Dapper Drake      |
| 6.10      | 26 oktober 2006   | Edgy Eft          |
| 7.04      | 19 april 2007     | Feisty Fawn       |
| 7.10      | 18 oktober 2007   | Gutsy Gibbon      |
| 8.04 LTS  | 24 april 2008     | Hardy Heron       |
| 8.10      | 30 oktober 2008   | Intrepid Ibex     |
| 9.04      | 23 april 2009     | Jaunty Jackalope  |
| 9.10      | 29 oktober 2009   | Karmic Koala      |
| 10.04 LTS | 29 april 2010     | Lucid Lynx        |
| 10.10     | 10 oktober 2010   | Maverick Meerkat  |
| 11.04     | 28 april 2011     | Natty Narwhal     |
| 11.10     | 13 oktober 2011   | Oneiric Ocelot    |
| 12.04 LTS | 26 april 2012     | Precise Pangolin  |
| 12.10     | 18 oktober 2012   | Quantal Quetzal   |
| 13.04     | 25 april 2013     | Raring Ringtail   |
| 13.10     | 17 oktober 2013   | Saucy Salamander  |
| 14.04 LTS | 17 april 2014     | Trusty Tahr       |
| 14.10     | 23 oktober 2014   | Utopic Unicorn    |
| 15.04     | 23 april 2015     | Vivid Vervet      |
| 15.10     | 22 oktober 2015   | Wily Werewolf     |
| 16.04 LTS | 21 april 2016     | Xenial Xerus      |
| 16.10     | 13 oktober 2016   | Yakkety Yak       |
| 17.04     | 13 april 2017     | Zesty Zapus       |
| 17.10     | 19 oktober 2017   | Artful Aardvark   |
| 18.04 LTS | 26 april 2018     | Bionic Beaver     |
| 18.10     | 18 oktober 2018   | Cosmic Cuttlefish |
| 19.04     | 18 april 2019     | Disco Dingo       |
| 19.10     | 17 oktober 2019   | Eoan Ermine       |
| 20.04 LTS | 23 april 2020     | Focal Fossa       |
| 20.10     | 22 oktober 2020   | Groovy Gorilla    |
| 21.04     | 22 april 2021     | Hirsute Hippo     |
| 21.10     | 14 oktober 2021   | Impish Indri      |
| 22.04 LTS | 21 april 2022     | Jammy Jellyfish   |
| 22.10     | 21 oktober 2022   | Kinetic Kudu      |
| 23.04     | 20 april 2023     | Lunar Lobster     |
| 23.10     | 17 oktober 2023   | Mantic Minotaur   |
| 24.04 LTS | 25 april 2024     | Noble Numbat      |

| Kleur | Betekenis                       |
| ----- | ------------------------------- |
| Rood  | Niet-ondersteunde versie        |
| Geel  | Oudere, nog ondersteunde versie |
| Groen | Recentste versie                |
| Blauw | Toekomstige versie              |

Versie 6.06 werd gepubliceerd als Long Term Support (LTS)-release. Dat wil zeggen dat Canonical gedurende een langere periode garandeert dat de release ondersteund wordt door patches: de desktopversie zal minimaal drie jaar worden ondersteund, de serverversie minimaal 5 jaar. Canonical biedt ook een betaalde vorm van ondersteuning. Ook versie 8.04 is een LTS-versie. Elke twee jaar wordt er een LTS-versie uitgebracht.

## Ship-it
Vanaf versie 6.06 (Dapper Drake), die op 1 juni 2006 werd uitgebracht, worden er ook cd-roms met Kubuntu gratis over de hele wereld verzonden. Deze cd-roms kunnen net zoals Knoppix eerst zonder te installeren worden uitgeprobeerd (Live-cd), waarna vanaf dezelfde cd-rom Kubuntu op de harde schijf kan worden geïnstalleerd.

## Ondersteuning
Vanaf versie 6.06 (Dapper Drake) wordt Kubuntu door de Ubuntu Foundation en Canonical volledig ondersteund en als een eerste-klas-distributie beschouwd. Mark Shuttleworth, oprichter van Canonical en de Foundation, heeft ook verklaard KDE volledig te ondersteunen.

## Afbeeldingen

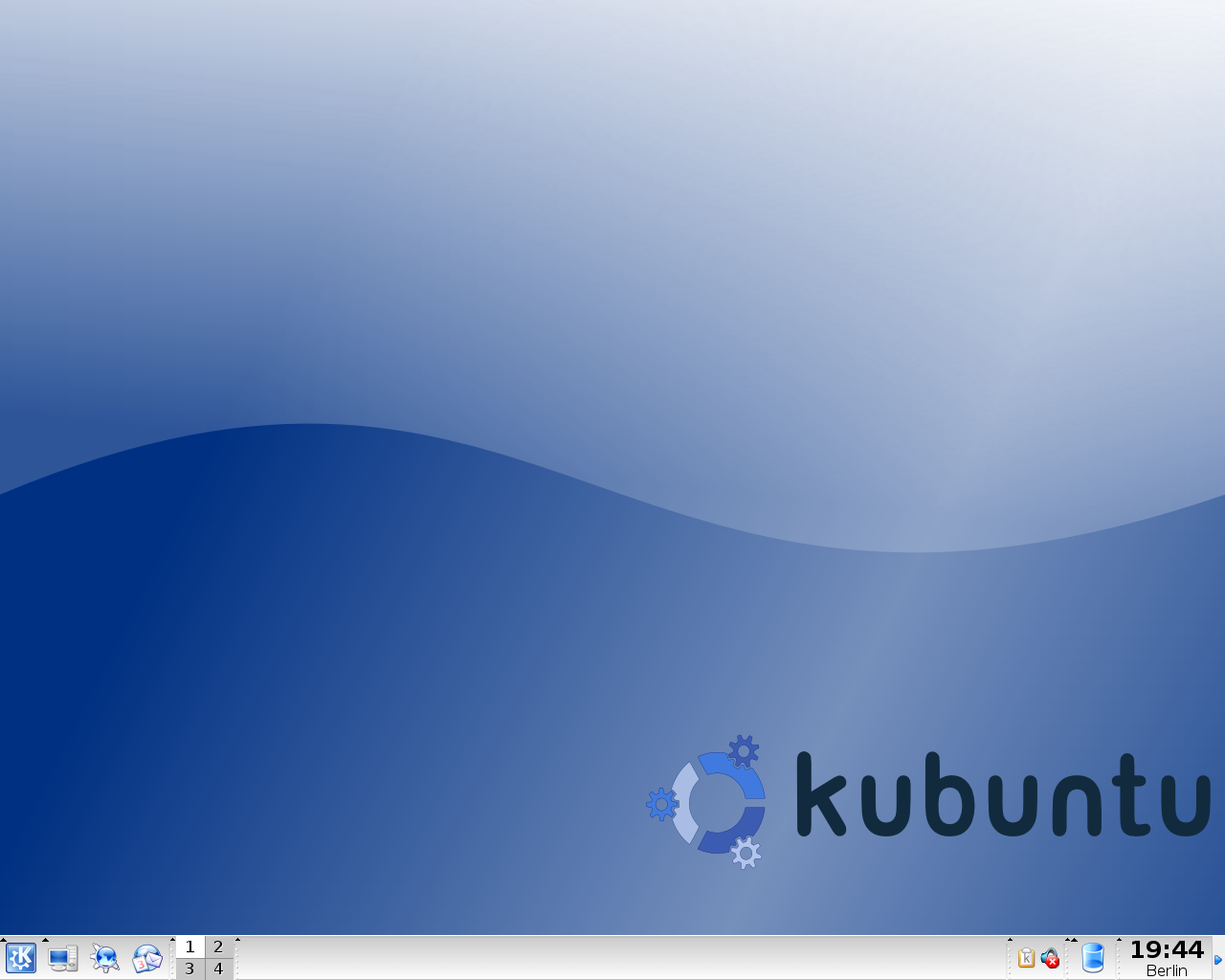
Kubuntu 5.04
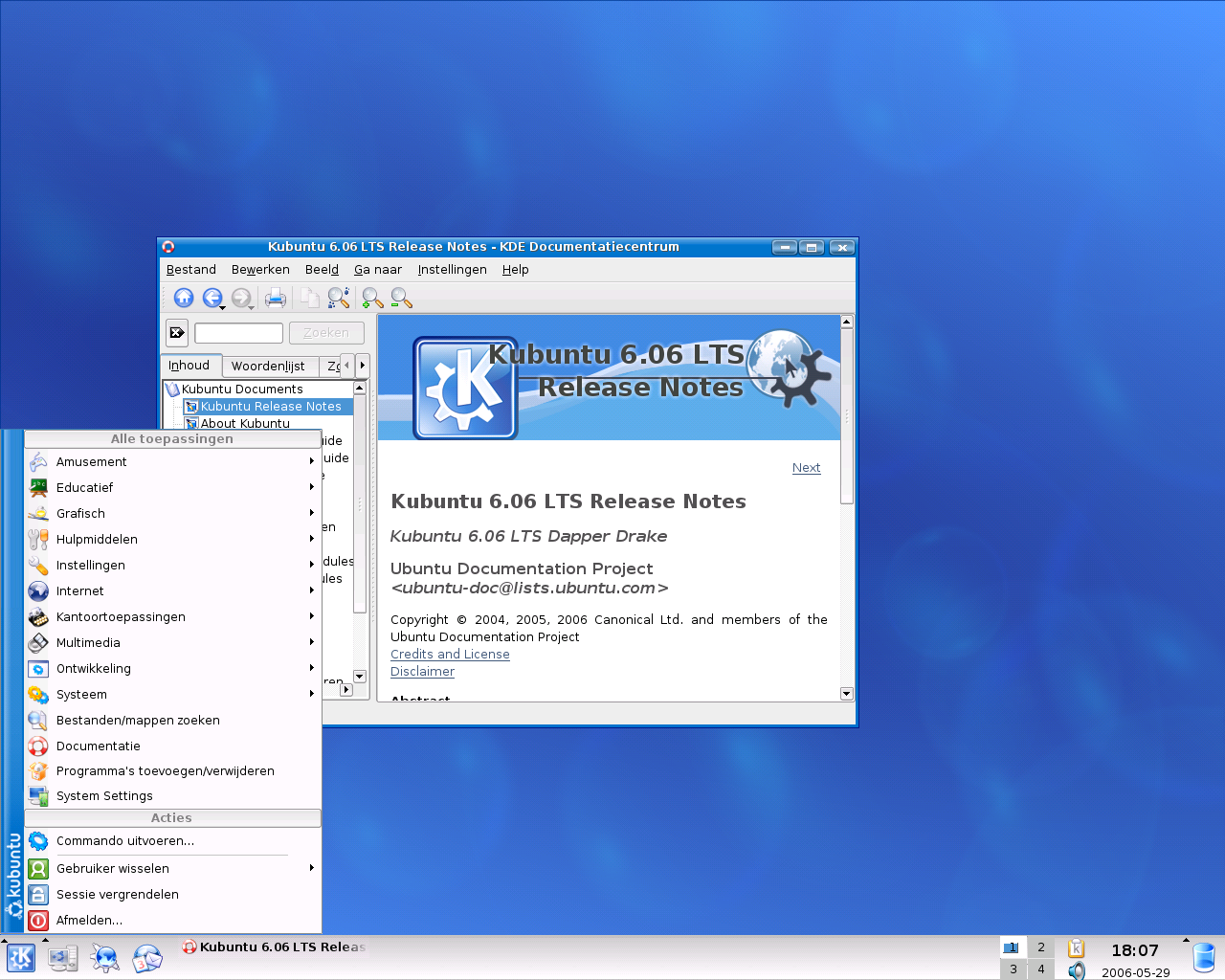
Kubuntu 6.06 LTS (nl)
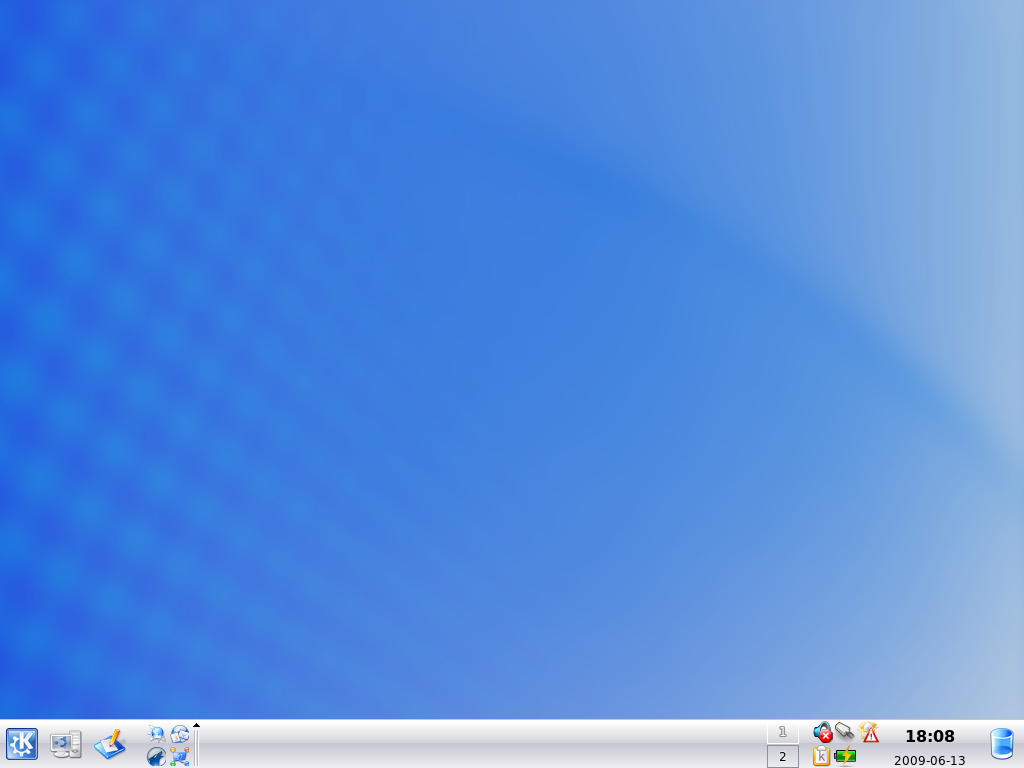
Kubuntu 8.04
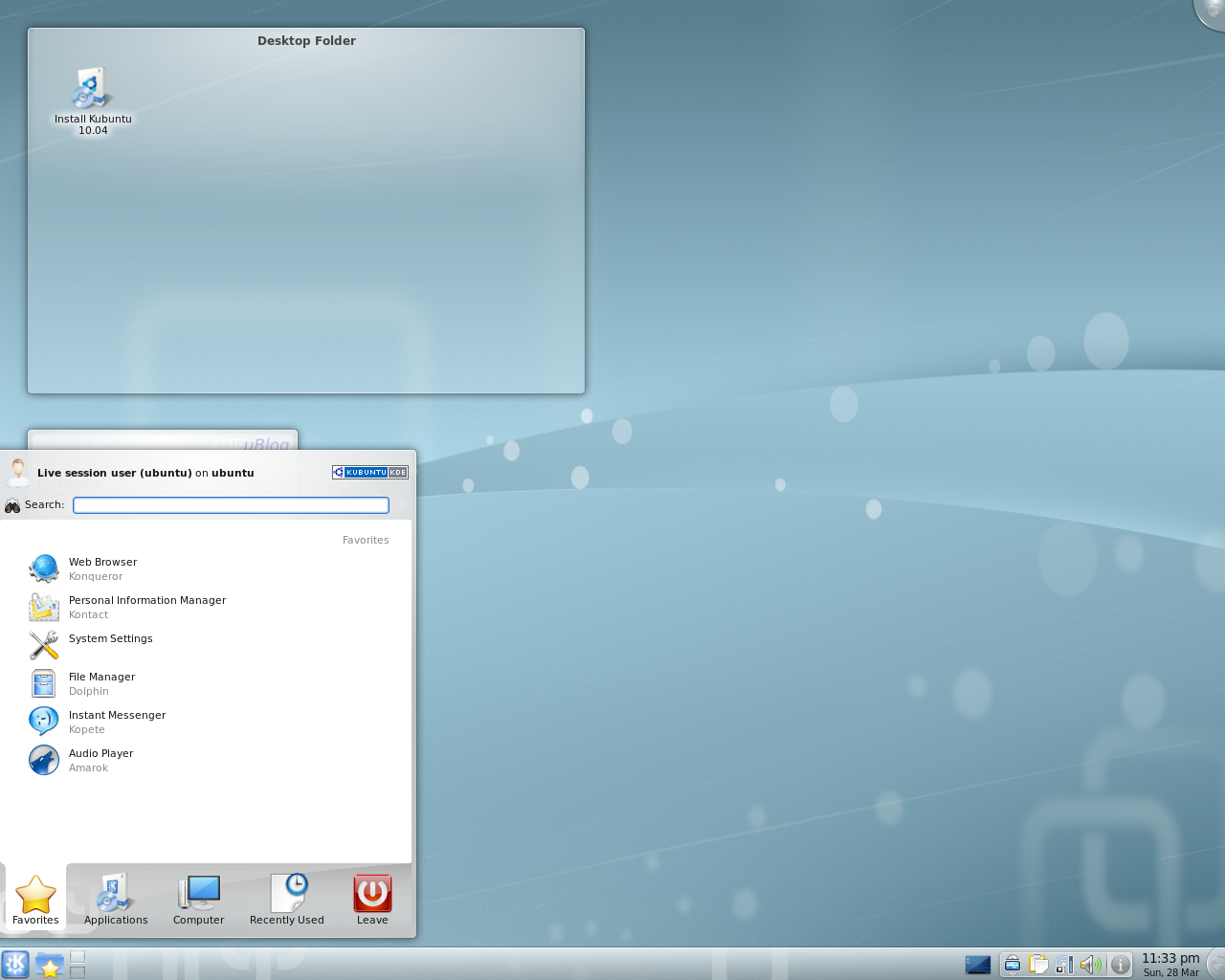
Kubuntu 10.04 LTS
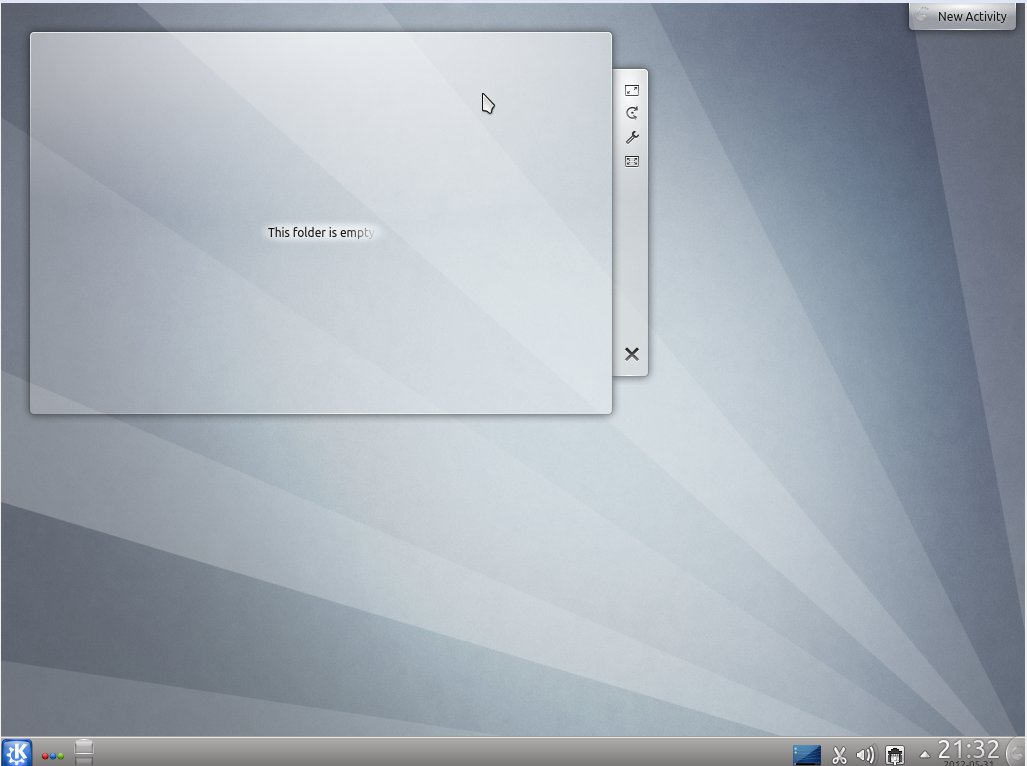
Kubuntu 12.04 LTS
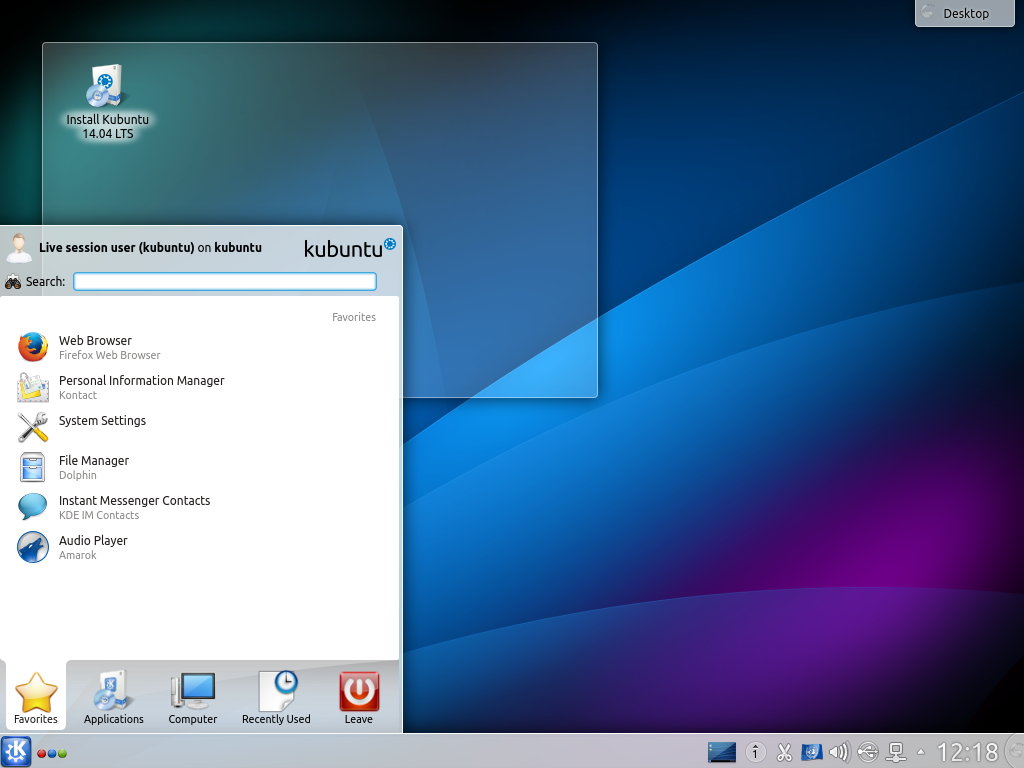
Kubuntu 14.04 LTS
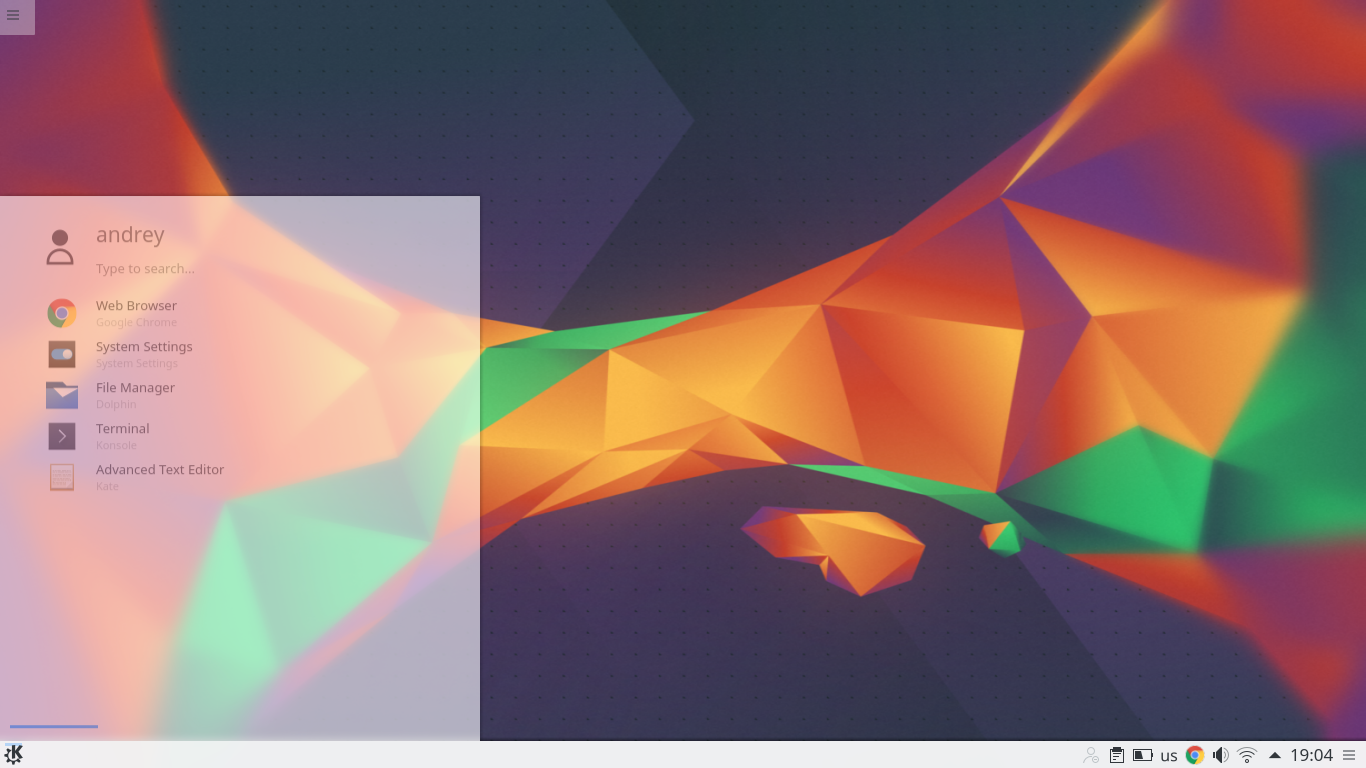
Kubuntu 16.04 LTS
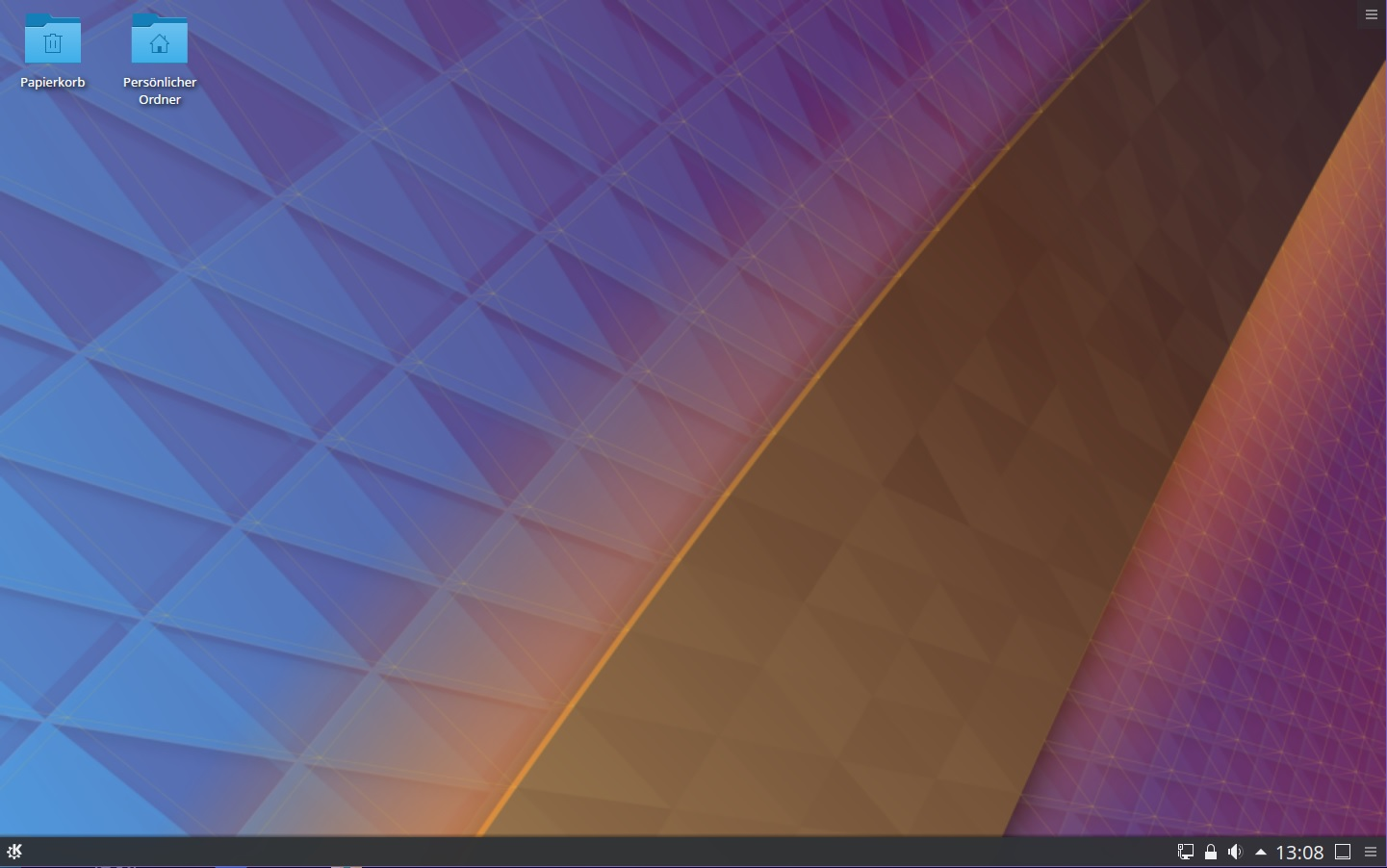
Kubuntu 18.04 LTS
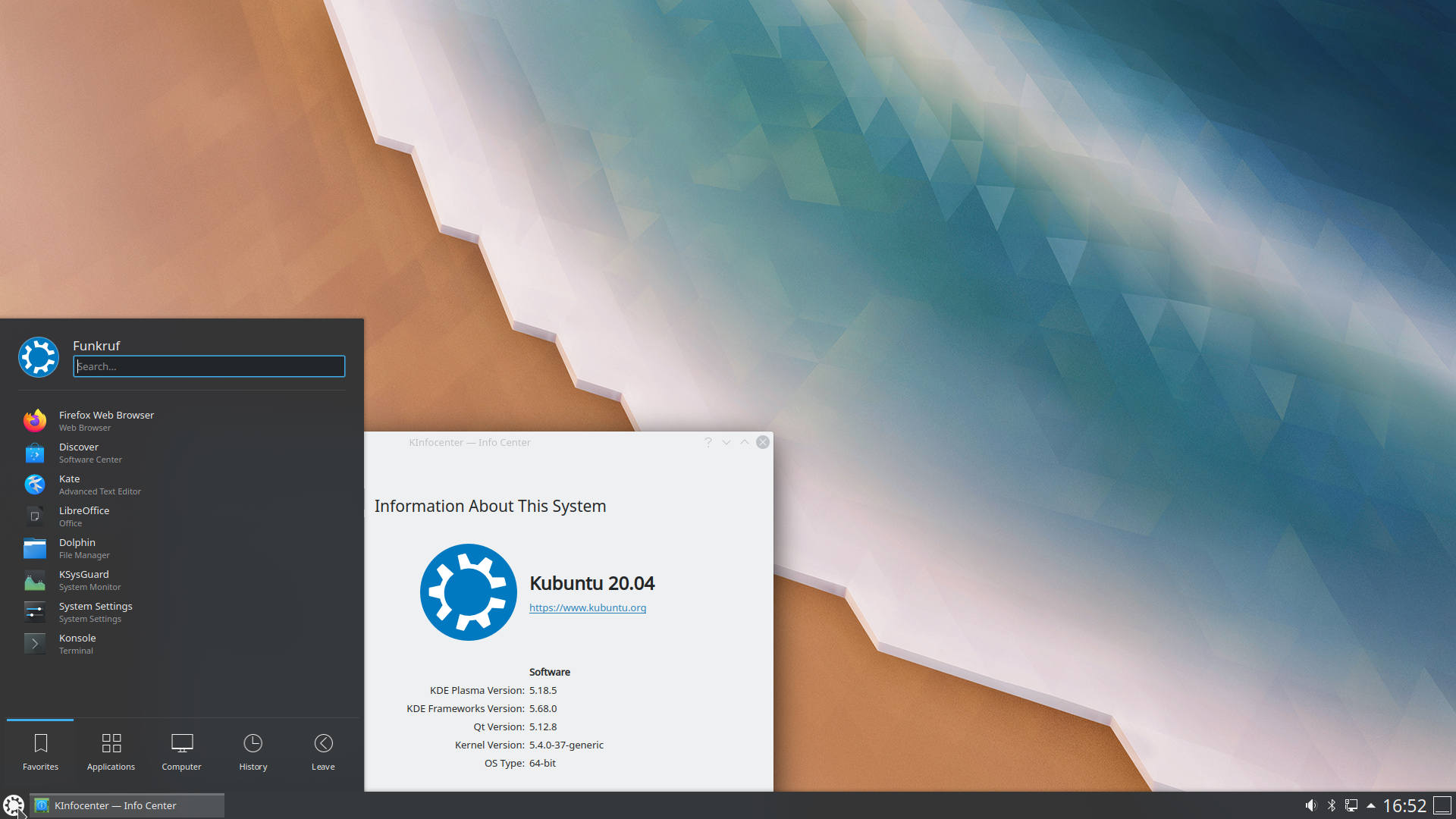
Kubuntu 20.04 LTS
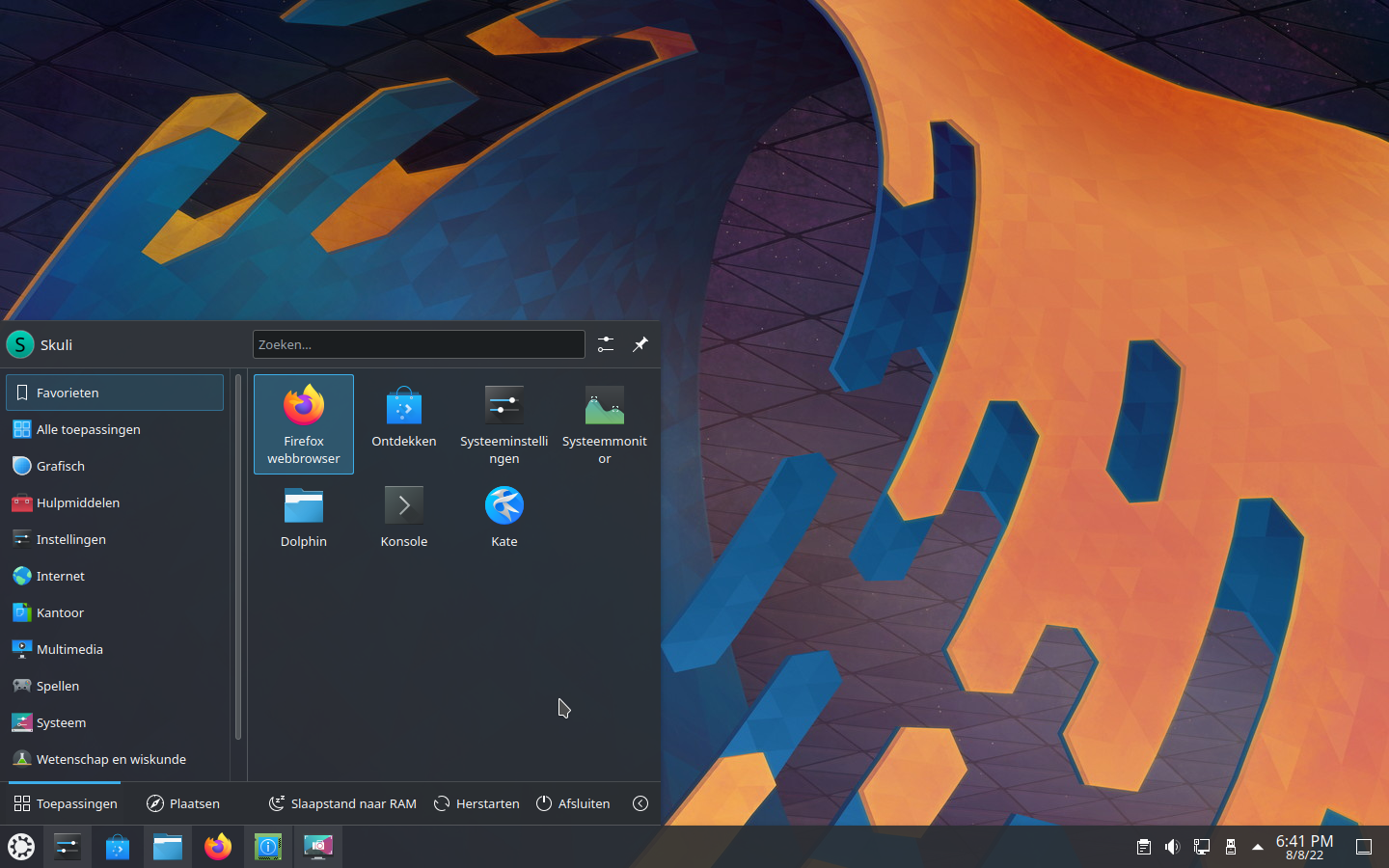
Kubuntu 22.04 LTS (nl)
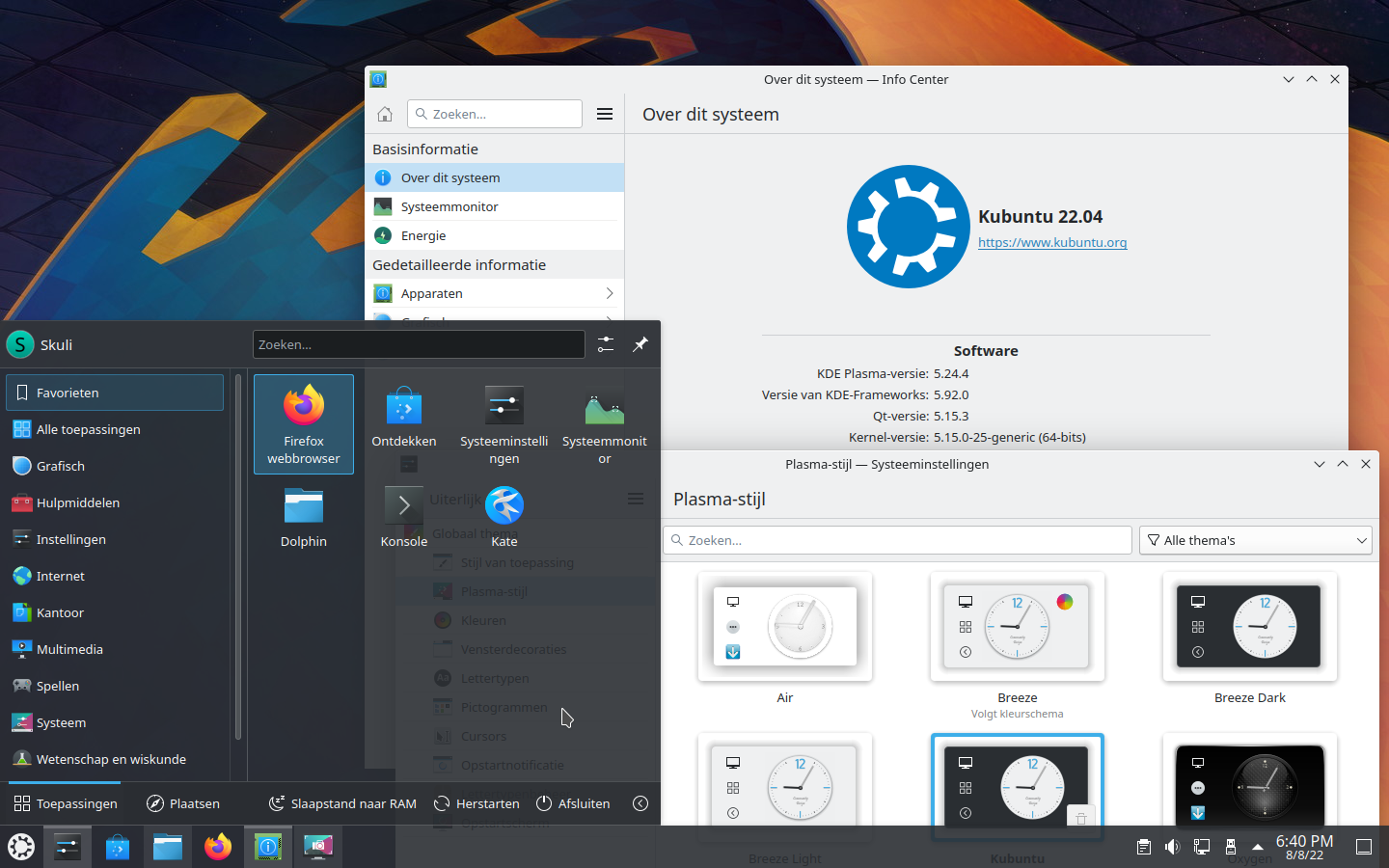
Kubuntu 22.04 LTS (nl)
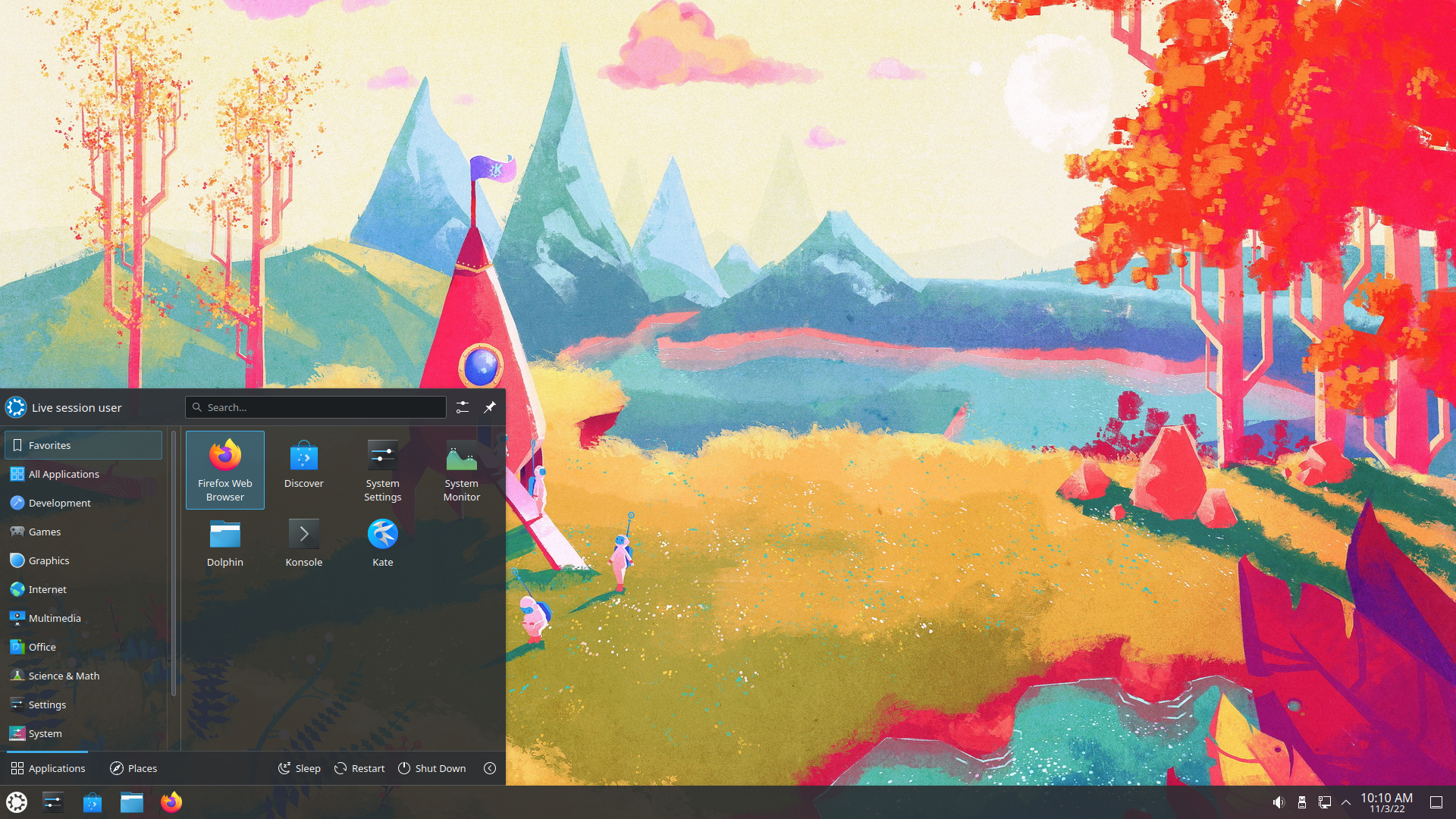
Kubuntu 22.10